# Eureka Tower
De Eureka Tower is een wolkenkrabber in Southbank, een voorstad van Melbourne in Australië. Het gebouw is 300 meter hoog en telt 91 verdiepingen boven de grond en 1 eronder. De constructie van het gebouw liep van 2002 tot en met 2006. Het gebouw is de hoogste woontoren van het zuidelijk halfrond als men tot de hoogste verdieping meet. Q1 in Gold Coast is officieel de hoogste woontoren van het zuidelijk halfrond, doordat de spits zijn hoogte vergroot.

## Naamgeving
De Eureka Tower is vernoemd naar de Eureka Stockade, een opstand ten tijde van de Victorian gold rush in 1854. Deze achtergrond is terug te zien in de bekleding van het gebouw. De gouden kroon staat voor het goud van de goudkoorts, de rode streep staat voor het bloed dat vloeide tijdens de opstand, het blauwe glas staat voor de achtergrond van vlag van de Eureka Stockade en de witte strepen staan voor het kruis en de sterren op de vlag.

## Hoogte
Als men meet tot het dak, of tot de hoogste bewoonbare verdieping, is de Eureka Tower de hoogste woontoren van het Zuidelijk halfrond. In totale hoogte is de Eureka Tower na Q1 in Gold Coast en Gran Torre Santiago in Santiago het op twee na hoogste gebouw van het zuidelijk halfrond.  Het is het op een na hoogste gebouw in Australië en het hoogste in Melbourne. De Eureka Tower is een van de zeventien gebouwen die meer dan 90 verdiepingen tellen en staat op plaats 101 van de hoogste gebouwen in de wereld.
De verdieping onder de grond en de eerste negen daarboven worden als parkeerplaats gebruikt. In totaal zijn er, inclusief verdiepingen die zowel parkeerplaats als appartementen herbergen, 84 verdiepingen die bewoond worden. De overige verdiepingen worden gebruikt als observatiedek of herbergen mechanische apparatuur.

## Constructie
De toren is gebouwd van gewapend beton. De toren heeft een kroon van glas met een laag 24-karaats goud. De installatie van deze glasplaten was in maart 2006 voltooid. Op 23 mei 2006 werd de hijskraan op de top van de toren verwijderd door middel van een kleinere hijskraan. Deze kleinere hijskraan werd afgebroken door een nog kleinere hijskraan die met de lift naar beneden genomen kon worden. Op 1 juni 2006 was de gehele buitenkant van het gebouw af. Verderop in dezelfde maand werd het plaza opgeleverd. In juli 2006 waren alle bewoners en huurders in hun appartementen tussen de begane grond en verdieping 80 getrokken. Op 11 oktober 2006 werd de Eureka Tower officieel geopend.

## Observatiedek
Het observatiedek, of Eureka Skydeck 88, beslaat de gehele achtentachtigste verdieping en is met 258 meter het hoogste publieke uitkijkpunt op het zuidelijk halfrond. Het observatiedek opende op 15 mei 2007.
Op het observatiedek staan meerdere verrekijkers. Daarnaast is er ook nog een kleine buitenplaats, 'The Terrace'. Ook is er een glazen kubus, The Edge, die iets uitsteekt.

### The Edge
Eureka Skydeck 88 bevat 'The Edge'. Een glazen kubus die 3 meter over de rand van het gebouw uitsteekt, op bijna 300 meter hoogte. Als men binnenstapt is het glas nog opaak, terwijl de kubus uit het gebouw schuift. Als de kubus volledig over de rand hangt, wordt het glas doorzichtig onder het geluid van brekend glas en het kapotgaan van machines.
Men moet extra betalen om in The Edge te mogen. De kubus is goed toegankelijk voor rolstoelen. Kinderen onder de zeven jaar moeten begeleid worden door een volwassen begeleider. Het is verboden om in The Edge foto's te maken.